# Thor Modéen Teatern

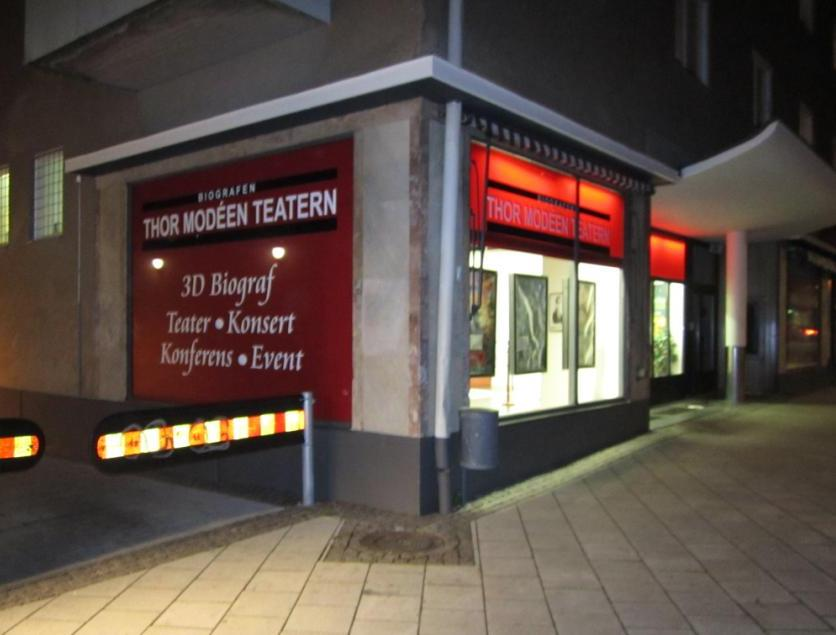
Teatern i Kungsör.

Thor Modéen Teatern är en 3D-biograf och teater i Kungsör.  
Biografen är uppkallad efter skådespelaren Thor Modéen, som var född och uppvuxen i Kungsör. 